# 佐藤良子
佐藤 良子（さとう りょうこ、1980年3月29日 - ）は、日本テレビ社員で、同局元アナウンサー。
山口県徳山市（現・周南市）出身。

## 経歴・人物
- 周南市立岐陽中学校、山口県立徳山高等学校理数科、東京外国語大学外国語学部欧米第二課程スペイン語専攻卒業。5歳〜7歳まで父親の仕事の関係でアメリカ合衆国コネチカット州に住んでいた。
- 血液型はO型。身長166cm。
- 2002年4月、アナウンサーとして日本テレビに入社。
- 英語、スペイン語が得意であり、TOEIC920点、英検準1級を所持している。また高校時代は理系クラスに在籍していたため数学も得意で、早稲田大学政経学部には数学受験で合格したと言う。
- 2004年に『所さんの目がテン!』にて、魚住りえの後任として、3代目アシスタントとなる。
- 同じく日本テレビ元アナウンサーの斉藤まりあは高校の2つ上の先輩である。
- 2018年までアナウンス部で一緒だった後輩の佐藤義朗(2022年5月末退職)、佐藤真知子、佐藤梨那とは同性であるが、血縁関係ではない。
- 日本テレビ公式サイト内「アナ給湯室」のトークによれば、2005年時点で自他共に認める熱烈なGacktファンであり、彼女が乗る車にはGacktのCDが常備され乗車中はGacktの曲しか流れない為、同乗するスタッフはGacktの曲に相当詳しくなったという。
- 宝くじの販売員や家庭教師をしていたと語っている。
- 2007年9月下旬に、日本テレビの同僚である11歳年上の報道局の男性社員と結婚。
- 2008年10月より馬場典子の後を受け『THE・サンデー NEXT』に出演、2009年4月から『所さんの目がテン!』が土曜の17時へ移動したため、週末・ズームイン月・火曜と週4日連続出演状態となっていた。
- 2009年4月27日の日本民間放送連盟による地上デジタル放送推進新キャラクター『地デジカ』発表披露イベントにて、正規大使の馬場典子の代理地上デジタル大使日本テレビ代表として出席した。
- 2011年10月3日から『PON!』のMCを担当。汐留・日本テレビタワーのゼロスタジオからの午前中の生放送の司会は、宮崎宣子、夏目三久、杉上佐智枝に続いて4人目となる。
- 2012年、前夫と同年始めに離婚[1]。同年11月23日に、広報を通じて再婚したことを発表した[2]。報道では、相手は一般男性とされている[3]。
- 2014年6月5日『PON!』の放送中に本人より妊娠報告し[4]、同年11月14日に第1子（長男）を出産した[5]。2016年4月20日、第2子（次男）出産が明らかになる[6]。
- 2018年6月1日付で編成局に異動となった。

## 担当番組
- シオドメディア
- 所さんの日本ジツワ銀行
- アナちゃん劇場
- NNNきょうの出来事（2003年9月29日 - 2006年9月29日、サブキャスター）
- Oha!4 NEWS LIVE（2006年10月23日・24日）- 山本舞衣子の代理
- 未知の世界を撮りたい 驚き（秘）映像ハンター!ドリームビジョン
- SUPER SURPRISE
- NNNストレイトニュース
  - 丸岡いずみの代理（2008年8月25日・26日）
  - 山下美穂子の代理（2009年10月24日）
  - 豊田順子の代理（2011年3月14日、2013年6月2日、2014年5月10日・11日・6月7日・8日）
- 情報ライブ ミヤネ屋（2008年8月25日・26日）- ニュースキャスター[7]
- あさ天サタデー
- ペット大集合!ポチたま生放送2時間スペシャル（テレビ東京）（2009年2月27日）
  - 地上デジタル推進大使として馬場典子の代理で出演
- 京都 心の都へ（ナレーター：本人出演の回もあり）（2005年4月2日 - 2009年9月26日）
- 第86回東京箱根間往復大学駅伝競走総合予選会中継（2009年10月17日）
  - 中継リポーター
- ズームイン!!SUPER（630ヘッドライン・ズームイン!!LIVE<月・火>担当、Goodチョイス[8]。2007年7月23日 - 7月25日の間、サブMCも務めた）
- うんちく・しりすぎ（2010年4月 - 6月）
- THE・サンデー NEXT（2008年10月 -　2011年3月27日）
- ZIP!（2011年7月22日・8月29日 - 31日）- 馬場典子の代理
- スッキリ!!（2011年8月18日・19日）- 葉山エレーヌの代理
- 女神のマルシェ（2010年4月2日 - 2012年6月）
- 所さんの目がテン!（2004年3月28日 - 2014年1月5日）
- PON! - MC
  - 全曜日担当（2011年10月3日 - 2013年3月29日）
  - 木・金曜担当（2013年4月4日 - 2014年9月26日）
- いつの間にテレビ「どうぶつDEカレンダー」ナレーション

## 同期入社
- 炭谷宗佑
- 宮崎宣子
- 山本舞衣子
- 田中毅